# Carsten Thomassen
Pour l’article homonyme, voir Thomassen.
Pour l’article homonyme, voir Carsten Thomassen (journaliste) (en).
Carsten Thomassen, né le 22 août 1948 à Grindsted au Danemark, est un mathématicien danois. Son domaine de recherche est centré sur les mathématiques discrètes, plus précisément la théorie des graphes.

## Carrière
Thomassen reçoit son Ph.D. en 1976 à l'université de Waterloo.
Il est professeur de mathématique à l'université technique du Danemark depuis 1981 et est membre de l'Académie royale danoise des sciences et des lettres depuis 1990.
Il est éditeur en chef du Journal of Graph Theory et de l’Electronic Journal of Combinatorics, et éditeur de Combinatorica, du Journal of Combinatorial Theory, Ser B, Discrete Mathematics et de l'European Journal of Combinatorics.

### Graphes
On a donné son nom à plusieurs graphes :
- le 20-graphe de Thomassen
- le 32-graphe de Thomassen
- le 34-graphe de Thomassen
- le 41-graphe de Thomassen
- le 60-graphe de Thomassen
- le 94-graphe de Thomassen
- le 105-graphe de Thomassen

## Récompenses
Il a reçu le prix de consécration à 6e Conférence internationale sur la théorie et les applications des graphes par l'université de l'Ouest du Michigan en mai 1988, le prix Lester R. Ford par la Mathematical Association of America (Association mathématique d'Amérique, MAA) en 1993, et la « médaille de la faculté de mathématique des accomplissements d'anciens étudiants » par l'université de Waterloo en 2005. Il fait également partie de la liste ISI Web of Knowledge des 250 mathématiciens des plus cités.